# 372e division d'infanterie
Pour les articles homonymes, voir 372e division.
La 372e division d'infanterie (en allemand : 372. Infanterie-Division ou 372. ID) est une des divisions d'infanterie de l'armée allemande (Wehrmacht) durant la Seconde Guerre mondiale.

## Création
La 372. Infanterie-Division est formée le 20 mars 1940 à partir de Landwehr et de l'état-major de l'Oberfeld-Kommandantur 581 dans le Wehrkreis IV en tant qu'élément de la 9. Welle (9e vague de mobilisation).
Elle est organisée comme une Landesschützen-Division qui est une unité d'infanterie territoriale composée de personnel âgé et utilisé pour des fonctions de garde et de la garnison. C'est l'équivalent des régiments d'infanterie territoriale française.
Elle est intégrée dans la 18. Armee.
La division est dissoute le 20 août 1940 et son état-major prend en charge l'Oberfeldkommandantur 372 (OFK 372) en Pologne.

## Organisation

### Commandants
| Date                        | Grade           | Commandant             |
| --------------------------- | --------------- | ---------------------- |
| 20 mars 1940 - 20 août 1940 | Generalleutnant | Alfred Böhm-Tettelbach |

## Ordres de bataille
- Infanterie-Regiment 650
- Infanterie-Regiment 651
- Infanterie-Regiment 653
- Feldkanonen-Batterie 372
- Radfahr-Schwadron 372
- Panzerjäger-Kompanie 372
- Nachrichten-Kompanie 372
- Divisions-Nachschubführer 372